# Atlantic (Iowa)
Atlantic település az Amerikai Egyesült Államok Iowa államában, Cass megyében, melynek megyeszékhelye is. Lakosainak száma 6792 fő (2020. április 1.).

## Népesség
A település népességének változása:

| 2010 | 7 112 |
| 2020 | 6 792 |